# Leopardi (krater)
För andra betydelser, se Leopardi.
Leopardi är en nedslagskrater på planeten Merkurius, med en diameter på ungefär 171 kilometer.
1976 uppkallade den efter författaren Giacomo Leopardi.